# Bathypogon tristis
Bathypogon tristis är en tvåvingeart som beskrevs av White 1914. Bathypogon tristis ingår i släktet Bathypogon och familjen rovflugor. Inga underarter finns listade i Catalogue of Life.